# 吸血鬼魔比斯
吸血鬼魔比斯（英語：Morbius, the Living Vampire），本名為麥可·魔比斯（Michael Morbius），是漫威漫畫中的一名虛構超級反派，由作家羅伊·湯瑪斯和藝術家吉爾·凱恩創作。吸血鬼魔比斯首次於《神奇蜘蛛人》#101中登場。

## 人物
麥可·魔比斯（Michael Morbius）出生於希臘的一個單親家庭裡，由於麥可天生患有一種十分罕見的血液疾病，導致他的外貌變得十分醜陋，令他有一個孤獨的童年。雖然他的外貌醜陋，但他其實是一個擁有超群智商的天才，他在小時候把大部份時間都花在閱讀書本上，最終讓他長大後成為了一位備受尊敬的諾貝爾生理學或醫學獎得主。
某次，他試圖利用吸血蝙蝠的基因和電痙攣療法來治療自己的血液疾病，但結果卻反而變得更糟糕，他成為了一隻「偽吸血鬼」，從此便擁有了吸血鬼的能力和變得十分嗜血。

## 其他媒體

### 電視
- 《蜘蛛人》：由尼克·詹姆森（英语：Nick Jameson）配音。
- 《終極蜘蛛俠》：由班傑明·迪金（英语：Benjamin Diskin）配音。

### 電影
- 索尼影業蜘蛛人宇宙：由傑瑞德·雷托飾演
  - 《魔比斯》（2022年）[1]

### 遊戲
- 《蜘蛛人和血蜘蛛：大屠殺（英语：Spider-Man and Venom: Maximum Carnage）》
- 《蜘蛛俠3》：由西恩·唐納蘭配音。
- 《漫威超級英雄戰隊Online（英语：Marvel Super Hero Squad Online）》
- 《Marvel：復仇者聯盟（英语：Marvel: Avengers Alliance）》
- 《樂高：驚奇超級英雄2（英语：Lego Marvel Super Heroes 2）》[2]
- 《漫威：未來之戰》：手機遊戲，魔比斯是玩家可使用角色之一。
- 《漫威午夜之子》

## 外部連結
- Morbius, the Living Vampire（页面存档备份，存于） 超級英雄數據庫
- Marvel Comics Database: Morbius, the Living Vampire（页面存档备份，存于）